# 超力國際食品

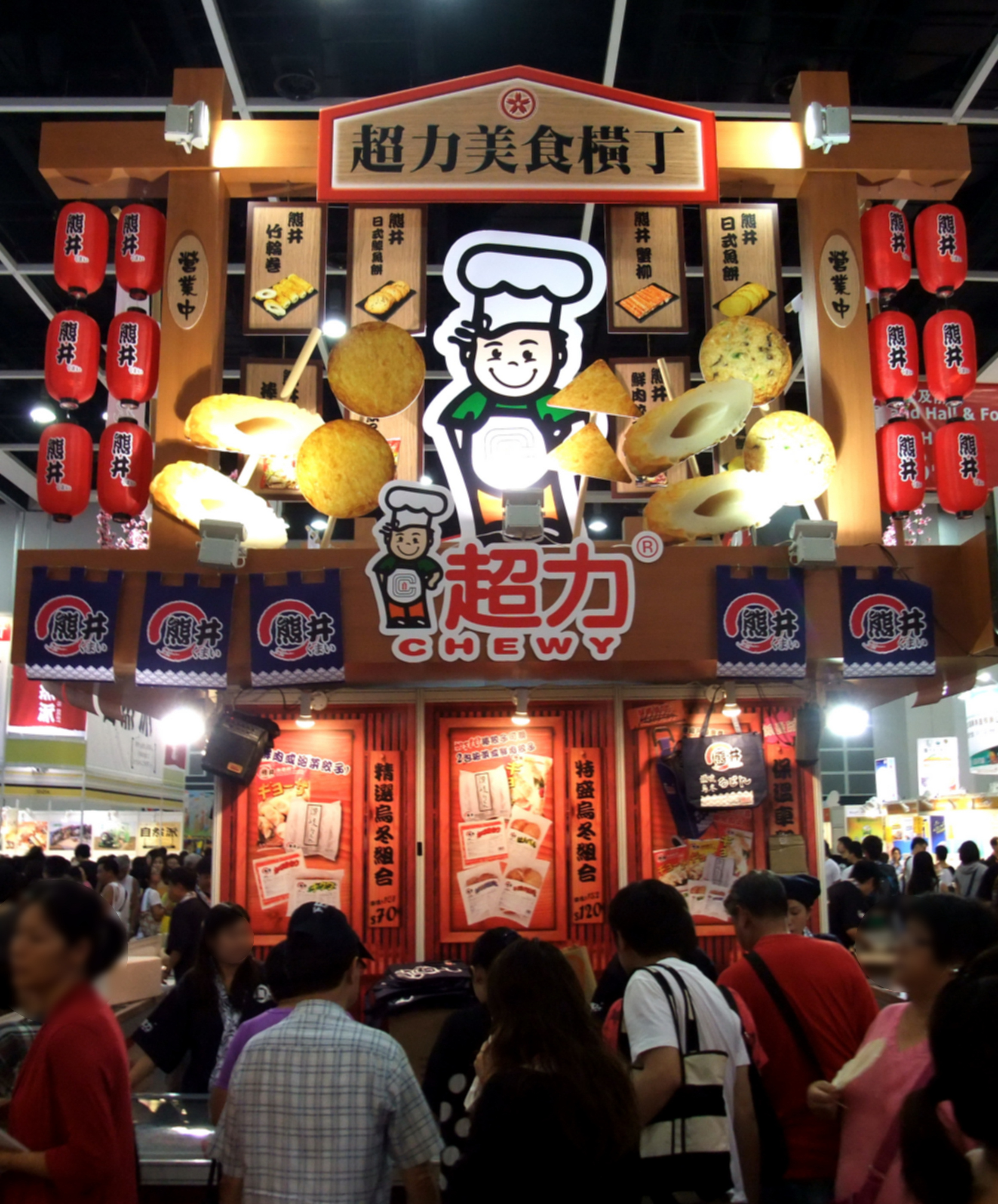
超力國際食品於第22屆香港美食博覽的展攤

超力國際食品有限公司（英語：Chewy International Foods Ltd.）是香港食品製造商之一，主要以製造即食麵及米粉為主。
超力是由莫國安以及莫富強於1972年創立，並於1989年在廣東台山設置生產廠房。除了推出超力以及百事達作為自家品牌的產品外，超力亦為世界各地的客戶提供OEM生產服務。2003年，政府開放食米市場，超力成為註冊的食米貯存及進出口商之一。

## 產品
- 即食麵
- 米粉
- 意大利粉
- 通心粉
- 伊麵
- 日本拉麵
- 食米